# Lovsko leposlovje
Lovsko leposlovje je žanrska oznaka za besedila na temo lova in lovskega življenja. Večinoma gre za kratko pripovedno prozo.
Lovsko leposlovje je v žanrskem sorodstvu s pripovedmi iz divjine (Ernest Thompson Seton: Rolf gozdovnik: Doživljaji gozdovnika Rolfa, Indijanca Kvonaba in psa Skokuma; Karl May: Soboljar in Kozak, Mej Davljenci) in z živalskimi pripovedmi (Rutherford Montgomery: Rumenooki;  James Oliver Curwood: Kazan, volčji pes, Medvedek Neeva; Felix Salten: Bambi: Življenjepis srnjačka; Stanko Lapuh: Črni svatje). Karl Stülpner (1762-1841), nemški avtor, ki je bil sam divji lovec (Divji lovec Karl Stülpner, Sin gozdov), Friedrich von Gagern z gradu Mokrice (1882–1947; Lovec in njegova senca, Zelena kronika) in Ivan Sergejevič Turgenjev (1818–1883; Lovčevi zapiski, v slovenščino prevedeni leta 1882).

## Določila lovskega žanra
- Kraj dogajanja je gozd. Zgodba je lahko postavljena tudi v planine in v tem primeru se lovski žanr povezuje z elementi planinske povesti
- Glavna oseba je lovec oziroma oseba, ki je z lovstvom neposredno povezana
- Glavni motivi so lov, lovska služba, skrb in ljubezen za živali in naravo
- Tehnike lova so element, ki pri določitvi žanra ne sme manjkati; sem sodijo tudi divje živali, ki so v delu največkrat plenjene ali opazovane. Od vrste živali je namreč odvisno, katero tehniko lova lovec uporabi
- Téma in vsebina sta oris lova, lovskega življenja, lovske službe, poslanstva, delovanja in dolžnosti lovcev

Dodatna določila
- Avtor besedila je navadno lovec oziroma je z lovstvom tako ali drugače tesneje povezan.
- Naslov dela v veliki večini primerov vsebuje têrmin, ki je povezan z lovom, živalmi ali naravo.
- Stranske osebe so največkrat drugi lovci, divji lovci, soudeleženci pri lovu, pa tudi ženske, ki so lovcu in njegovi službi predane.
- Stranski motivi obsegajo opise narave, gore, gozdov; v nekaj primerih gre tudi za ljubezenske motive.

## Slovensko lovsko leposlovje
Začetnik lovskega leposlovja na Slovenskem je Josip Jurčič s pripovedjo Jesensko noč med slovenskimi polharji (1864). Razmah je lovsko pripovedništvo doživelo na prehodu v 20. stoletje, skupaj z ustanavljanjem lovskih društev. Leta 1907 je bil ustanovljen Slovenski lovski klub, ki se je leta 1909 preimenoval v Slovensko lovsko društvo. To je leta 1910 izdalo prvo številko glasila Lovec. V založbi časopisa so izhajala tudi leposlovna dela s to tematiko. Vsako leto razpiše natečaj za najbolj izvirno lovsko pripoved, črtico, novelo. Lovsko leposlovje sestavljajo večinoma zbirke krajših pripovednih del.
- Josip Jurčič: Jesensko noč med slovenskimi polharji (1864)
- Ivan Tavčar: V Zali (1894)
- Fran Saleški Finžgar: Na petelina (1910)
- Rado Murnik: Lovske bajke in povesti (1914)
- Joža Herfort: Zelena bratovščina (1940)
- Frančišek Ksaverij Steržaj lovske slike v Mentorju 1909
- Josip Brinar
- Janez Jalen: Trop brez zvoncev (1941)
- Tone Svetina: Lovčeva hči (1957)
- Tone Svetina: Orlovo gnezdo (1963)
- Mirko Šušteršič: Po mojih lovskih stezah (1972)
- Tone Svetina: Ugaslo ognjišče (1974)
- Vlado Firm: Ples rdečega jelena (1977)
- Zelene stečine (1977)
- Janko Perat: Utrinki iz lovske koče: Izbrani spisi (1980)
- Franc Šetinc: Mančine lovske dogodivščine (1989)
- France Cvenkel: Iz moje lovske torbe: Izbrani spisi (1993)
- Janko Skale: Lovske sličice: Zbrani spisi z izvirnimi slikami (1993)
- Vinko Sterle: Fant, to pa so čekani in pol! (1994)
- Ernest Rečnik: Moje lovske prigode (1995)
- Franc Grmek: Izziv divjine (1997)
- Lojze Števanec: Na preži in v pogonu (2001)
- Mirko Šušteršič: Za divjimi svinjami (2002)
- Zelene stečine II: Dotiki narave: Izbor kratke lovske proze in pesmi iz tridesetih letnikov Lovca 1972–2001 (2002)
- Lojze Skvarča: V svetlobi zarje (2005)
- Franc Černigoj: Po sledu za besedo (2005)
- Marijan Salobir: Srnek: Lovska zgodba o slepem srnjaku (2005)
- Janez Černač: Garači in postopači: Resnične lovske bajke in basni (2006)
- Aleksander Guzelj: Spomini na lov (2007)
- Nikolaj Lapuh: Sence v svetlobi lovčeve duše: Črtice (2008)
- Janez Černač: Večna lovišča in nove zapovedi, hardigata na hamol!  (2010)
- Matjaž Podlogar: Kosmati predsednik (2010)